# Cambarus harti
Cambarus harti är en kräftdjursart som beskrevs av Hobbs 1981. Cambarus harti ingår i släktet Cambarus och familjen Cambaridae. IUCN kategoriserar arten globalt som starkt hotad. Inga underarter finns listade i Catalogue of Life.